# Alan Baró i Calabuig
Alan Baró i Calabuig   (Darnius, 22 de juny de 1985) és un futbolista català que juga com a defensa central. Va començar la seva carrera professional en el CF Peralada de Tercera divisió. Més endavant va jugar a la UE Figueres de Segona B. Entre 2007 i 2009 va jugar en l'Alacant CF de Segona divisió. La temporada següent va fitxar pel CA Osasuna per a jugar en la seva filial, a Segona B. Allà hi va disputar un total de 31 partits i va marcar dos gols. Va ser un assidu en els entrenaments del primer equip amb José Antonio Camacho, que el va fer debutar en un partit de Primera divisió, l'última jornada, encara que amb prou feines va disputar un parell de minuts. El seu últim equip a Espanya va ser la SD Ponferradina. El 2016 va marxar a jugar a Austràlia a jugar una temporada amb el Melbourne Victory FC i una altra amb el Central Coast Mariners FC. Va tornar el 2018 a Catalunya per jugar amb la UE Olot. Va abandonar el club després de tres temporades per tornar al CF Peralada.